# Vlachérna
Vlachérna är en ort i Grekland.   Den ligger i prefekturen Nomós Ártas och regionen Epirus, i den centrala delen av landet, 270 km nordväst om huvudstaden Aten. Vlachérna ligger 43 meter över havet och antalet invånare är 276.
Terrängen runt Vlachérna är kuperad åt nordost, men åt sydväst är den platt. Runt Vlachérna är det ganska glesbefolkat, med 38 invånare per kvadratkilometer. Närmaste större samhälle är Arta, 1,9 km sydväst om Vlachérna. == Kommentarer ==
1. ↑  Framräknat ur variansen i alla höjduppgifter (DEM 3") från Viewfinder Panoramas, inom 10 km radie.[2] Mer om algoritmen finns här: Användare:Lsjbot/Algoritmer.